# Avesnes-en-Saosnois
Avesnes-en-Saosnois är en kommun i departementet Sarthe i regionen Pays de la Loire i nordvästra Frankrike. Kommunen ligger i kantonen Marolles-les-Braults som tillhör arrondissementet Mamers. År 2022 hade Avesnes-en-Saosnois 88 invånare.

## Befolkningsutveckling
Antalet invånare i kommunen Avesnes-en-Saosnois
| Referens: INSEE |